# Pierre-Antoine Berryer

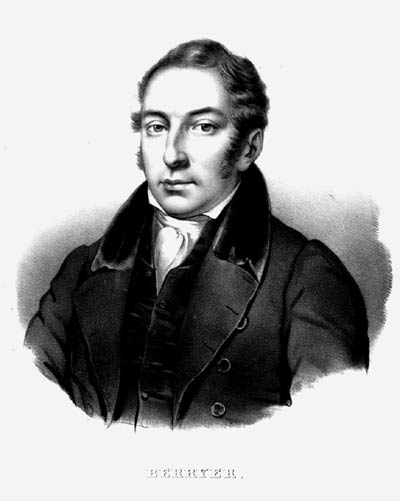
Pierre-Antoine Berryer

Pierre-Antoine Berryer (* 4. Januar 1790 in Paris; † 29. November 1868 in Augerville-la-Rivière) war ein französischer Anwalt und Politiker.

## Leben
Berryer war der Sohn des Anwalts Pierre-Nicolas Berryer, einer der Verteidiger von Marschall Ney. Berryer wollte ursprünglich Geistlicher werden und besuchte das Collège de Juilly der Oratorianer. Er war auch anfangs Bonapartist, wurde aber nach seinem Studium (1811 wurde er als Anwalt zugelassen) überzeugter Royalist (Legitimist) wie sein Vater, unterschied aber genau zwischen der royalistischen Partei und der Institution der Monarchie. 1815 folgte er während der 100 Tage Ludwig XVIII. ins Exil nach Gent. Er assistierte seinem Vater und Dupin in der Verteidigung von Ney und verteidigte selbst zwei andere Generäle, die in den 100 Tagen zu Napoleon wechselten, Debelle (bei dem er eine Begnadigung zu 10 Jahren Gefängnis erreichen konnte) und Pierre Cambronne, dessen Freispruch er im April 1816 erreichte. Danach musste er sich aber selbst (erfolgreich) gegen eine Anklage wegen aufrührerischer Reden verteidigen. Sein Eintreten für die Generäle der alten napoleonischen Armee verschaffte ihm später auch Unterstützung bei den Bonapartisten.
Während dieser Zeit verteidigte er auch viele staatlich verfolgte Journalisten und schuf sich einen Ruf als Fürsprecher der Pressefreiheit. 1818 verteidigte er den General Canuel und 1820 General Donnadieu, die die Aufstände in Lyon und Grenoble niedergeschlagen hatten. 1830 wurde er als Deputierter für das Departement Haute-Loire in die Nationalversammlung gewählt (dazu kauften Freunde ihm ein Gut in Augerville). Gleich bei seiner ersten Parlamentsrede verteidigte er das Ministerium von Croan und Polignac gegen die Eingabe der „221“ und bekämpfte auch sonst in seinen Augen gefährliche anti-monarchistische liberale Tendenzen. In der Julirevolution blieb er als einziger Legitimist im Parlament, das die Legitimisten ansonsten geschlossen verließen. Nun setzte er sich allerdings wieder für mehr Freiheitsrechte ein, indem er z. B. Geschworenengerichten bei Prozessen gegen Journalisten das Wort redete. Er verteidigte die Herzogin von Berry, nachdem er sie vergeblich von ihren Umsturzplänen im Mai 1832 zugunsten ihres Sohnes, des Herzogs von Bordeaux (Comte de Chambord), abzubringen versuchte. Da ihm das nicht gelang, versuchte er zunächst in die Schweiz zu fliehen, wurde aber verhaftet und als Mitverschwörer angeklagt. Er verteidigte sich selbst und erreichte einen schnellen Freispruch. Im folgenden Jahr verteidigte er Chateaubriand, der wegen Äußerungen gegen Louis-Philippe I. angeklagt war.
Durch seine politische Aktivität wurde Berryer sowohl von den Republikanern als auch von den Legitimisten verehrt, die sich zu seiner Unterstützung zusammentaten, als er wegen der Vernachlässigung seiner Anwaltspraxis sein Gut verkaufen musste (1836 kauften sie es zurück). 1840 verteidigte er Napoleon III. nach seinem Putschversuch in Boulogne-sur-Mer. 1843 besuchte er London, um dem Herzog von Bordeaux seine Anerkennung als Prätendenten auf den französischen Thron (als „Henri V.“) zu bekunden – er besuchte ihn auch später in Wiesbaden. 1848/9 war er in der Konstituierenden Versammlung (für Bouches-du-Rhône) und der Gesetzgebenden Versammlung, konzentrierte sich aber ab 1851, nachdem er vehement öffentlich gegen den Staatsstreich von Napoleon III. protestiert hatte, auf seine Anwaltspraxis. Er machte es sich als alter Monarchist zu seiner Aufgabe, die verfeindeten Häuser Orleans und Bourbon zu versöhnen und opponierte 1863, wieder in der Gesetzgebenden Versammlung, gegen das französische Eingreifen in Mexiko.
Im Salles des Pas Perdus des Pariser Justizpalastes steht seine Statue (mit offener Robe um seinen Deputierten-Status zu zeigen). Berryer war zu seiner Zeit wegen seiner Beredsamkeit berühmt (er hielt auch öffentliche Vorlesungen über Rhetorik), und ein rhetorischer Wettkampf unter jungen Pariser Anwälten trägt seinen Namen („La Berryer“). Sowohl die Pariser Anwälte veranstalteten zu seinem 50-jährigen Anwaltsjubiläum 1861 ein Banquet als auch die Londoner Anwälte im Temple und in Lincoln’s Inn, als er 1865 Lord Brougham besuchte. November 1868 zog er sich aus Paris auf seinen Landsitz in Augerville zurück.
1854 wurde er in die Académie française gewählt.